# Trichhoplomelas ratovosoni
Trichhoplomelas ratovosoni là một loài bọ cánh cứng trong họ Cerambycidae.